# Gródek (Wiązowna Kościelna)
Gródek – zniesiona część wsi Wiązowna Kościelna w Polsce położona w województwie mazowieckim, w powiecie otwockim, w gminie Wiązowna.
Nazwa z nadanym identyfikatorem SIMC występuje w zestawieniach archiwalnych TERYT z 1999 roku.
Nazwę zniesiono w 2008 roku, wcielając miejscowość do wsi Wiązowna Kościelna, która została w 2013 roku częścią wsi Wiązowna.

## Historia
W 1826 roku w Gródku powstał folwark rodziny Skibińskich, liczący 210 morg. Rozparcelowano go w 1944 roku. Do 1958 roku mieścił się w nim ośrodek kolonijny RSW "PRESS", przez kolejny okres Państwowy Dom Dziecka, następnie magazynem Zjednoczonych Przedsiębiorstw Rozrywkowych. Obecnie dwór jest opuszczony. Otaczają go dziko rosnące drzewa, niedaleko znajduje się także wzniesiona pod koniec XIX wieku żeliwna, neogotycka kaplica. Inna, murowana kapliczka, ufundowana w 1915 roku przez Józefa Skibińskiego, wyremontowana w 1998 roku położona jest przy Szosie Lubelskiej. Kilka niegdyś istniejących w Gródku wielkich szklarni zamieniono na magazyny i składy materiałów budowlanych. Obecnie we wsi znajduje się kilka domów mieszkalnych.